# A Tribute to the Scorpions
A tribute to the Scorpions è un album raccolta della Nuclear Blast che propone cover di brani del gruppo musicale Hard rock/Heavy metal tedesco Scorpions.
Le cover sono eseguite da gruppi quali Helloween e Sonata Arctica.

## Tracce
1. He's a Woman - She's a Man - Helloween (3:13)
2. Rock You Like a Hurricane - Sinergy (4:10)
3. Dynamite - Paradox (2:58)
4. Still Loving You - Sonata Arctica (4:33)
5. Blackout - Stratovarious (4:09)
6. Don't Stop at the Top - Children of Bodom (3:25)
7. Dark Lady - Agent Steel (3:37)
8. Top of the Bill - Steel Prophet (3:48)
9. Dampflockfüher (Steamrock Fever) - Prolopower (3:21) cantata in tedesco
10. Coming Home  - Tankard (3:30)
11. Coast to Coast - Disbelief (5:02)
12. Passion Rules the Game - To Die for (4:16)
13. Pictured Life - Breaker (4:51)
14. Crying Days - Therion - (4:29)
15. Is There Anybody There? - Rough Silk (5:37)
16. Another Piece of Meat - Metalium (3:15)
17. Alien Nation - Seven Witches (4:27)
18. Send Me an Angel - Custard (4:44)
19. Rock You Like a Hurricane - S.O.D. (4:40)